# Bernard Bats
Pour les articles homonymes, voir Bats.
Bernard Bats, né le 26 septembre 1944 à Bordeaux, est un ingénieur du son français.
Il a été nommé à trois reprises pour le César du meilleur son.

## Filmographie
- 1971 : Smic, Smac, Smoc
- 1972 : L'aventure c'est l'aventure
- 1973 : La Bonne Année
- 1974 : Lancelot du Lac
- 1974 : La Gifle
- 1975 : French Connection II
- 1975 : Le Téléphone rose
- 1975 : La Traque
- 1975 : Adieu poulet
- 1976 : L'Alpagueur
- 1976 : Le Désert des Tartares
- 1976 : Le Grand Escogriffe
- 1977 : René la Canne
- 1977 : Good-bye, Emmanuelle
- 1978 : Je suis timide... mais je me soigne
- 1979 : L'Esprit de famille
- 1980 : Le Bar du téléphone
- 1980 : La Boum
- 1981 : Une affaire d'hommes
- 1982 : Josepha
- 1982 : Que les gros salaires lèvent le doigt!
- 1982 : La Boum 2
- 1983 : La Femme de mon pote
- 1984 : L'Addition
- 1984 : Notre histoire
- 1984 : L'Année des méduses
- 1984 : La Septième Cible
- 1986 : Tenue de soirée
- 1987 : Un homme amoureux
- 1987 : Noyade interdite
- 1988 : L'Étudiante
- 1990 : La Baule-les-Pins
- 1991 : La Contre-allée
- 1992 : Les Amies de ma femme
- 1993 : Smoking / No Smoking
- 1995 : Les Trois Frères
- 1997 : La Vie silencieuse de Marianna Ucria
- 1998 : Le Dîner de cons
- 1999 : Rembrandt
- 2001 : Le Placard
- 2001 : Les Rois mages
- 2002 : La Mémoire dans la peau
- 2004 : Albert est méchant
- 2006 : La Doublure
- 2009 : Splice

## Nominations et récompenses
- 1987 : nommé pour le César du meilleur son avec Dominique Hennequin pour Tenue de soirée
- 1988 : nommé pour le César du meilleur son avec Gérard Lamps pour Un homme amoureux
- 1994 : nommé pour le César du meilleur son avec Gérard Lamps pour Smoking / No Smoking